# 戈爾巴尼夫卡
50°26′36″N 32°0′57″E / 50.44333°N 32.01583°E
霍爾巴奇夫卡（烏克蘭語：Горбачівка）是位於烏克蘭北部的村莊，由基辅州布羅瓦里區的茲胡里夫卡市鎮負責管轄。該村始建於1860年，面積0.33平方公里，海拔高度124米，2001年人口43，人口密度每平方公里129.5人。